# نیم‌پز کردن با آب گرم

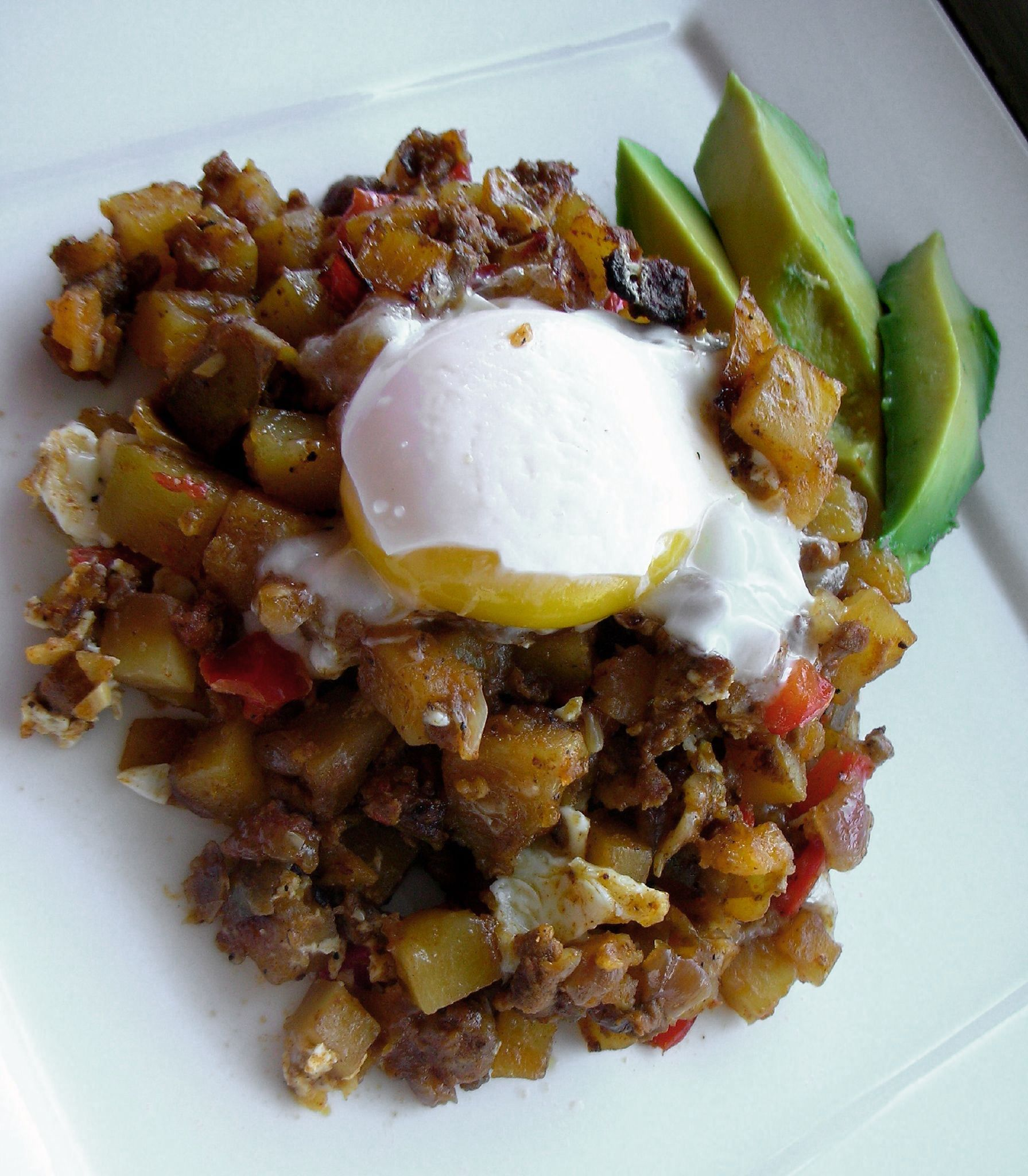
تخم مرغ نیم پز شده (عسلی) در یک نوع غذا

نیم پز کردن با آب گرم یکی از روش‌های پخت است. در این روش غذا را در زیر نقطه جوش آب یعنی ۱۰۰ درجه سانتی گراد آرام آرام به صورت نیمه پخته در می‌آورند. به عنوان مثال در سالاد سزار (سالاد قیصر)، از تخم مرغ عسلی استفاده می‌کنند. تخم مرغ عسلی به روش نیم پز کردن با آب گرم تهیه می‌شود. از لحاظ بهداشتی استفاده از تخم مرغ نیم پز خطر کردن در برابر بیماری سالمونلا می‌باشد.

## نیم پز کردن تخم مرغ با آب گرم
دو روش برای نیم پز کردن تخم مرغ با آب گرم وجود دارد که در زیر به آن اشاره شده‌است:

## نیم پز کردن تخم مرغ با پوسته به وسیله آب گرم
در ابتدا قسمت بزرگتر ته تخم مرغ را به وسیله یک سوزن یا جوالدوز سوراخ نمایید، این سوراخ باعث خروح هوا در هنگام پخت و جلوگیری از ایجاد حالت صاف شدگی در قسمت بزرگتر ته تخم مرغ می گردد. پوست کندن راحت تخم مرغ پس از آب پز شدن نیز از نتایج این عمل می‌باشد. سپس در قابلمه‌ای که از پیش آماده کرده ایم به مقدار مناسب آب می ریزیم و بعد از آن یک ونیم قاشق نمک (به ازای هر لیتر آب) به آب می فزاییم. (نمک به ما کمک می‌کند تا بعد از پخت تخم مرغ آسان تر پوست کنده شود). قابلمه را روی اجاق با شعله متوسط قرار دهید و هنگامی که آب در آستانه جوشیدن (نه جوش کامل) قرار گرفت، قابلمه را از روی اجاق بردارید و سرپوش آن را بگذارید. میزان عسلی بودن تخم مرغ بسته به میزان زمانی دارد که تخم مرغ‌ها با آب داخل قابلمه در تماس باشند. برای حاصل شدن زرده شل، ۴ تا ۶ دقیقه، زرده با میزان شلی متوسط ۶ تا ۸ دقیقه و زرده سفت ۲۰ تا ۲۵ دقیقه زمان لازم است. به منظور پایان دادن به عملیات پخت می بایست مقدار مناسبی آب سرد را به آب درون قابلمه اضافه کرد. عمل افزودن آب سرد موجب بهتر کنده شدن پوست تخم مرغ‌های نه چندان تازه می گردد. 

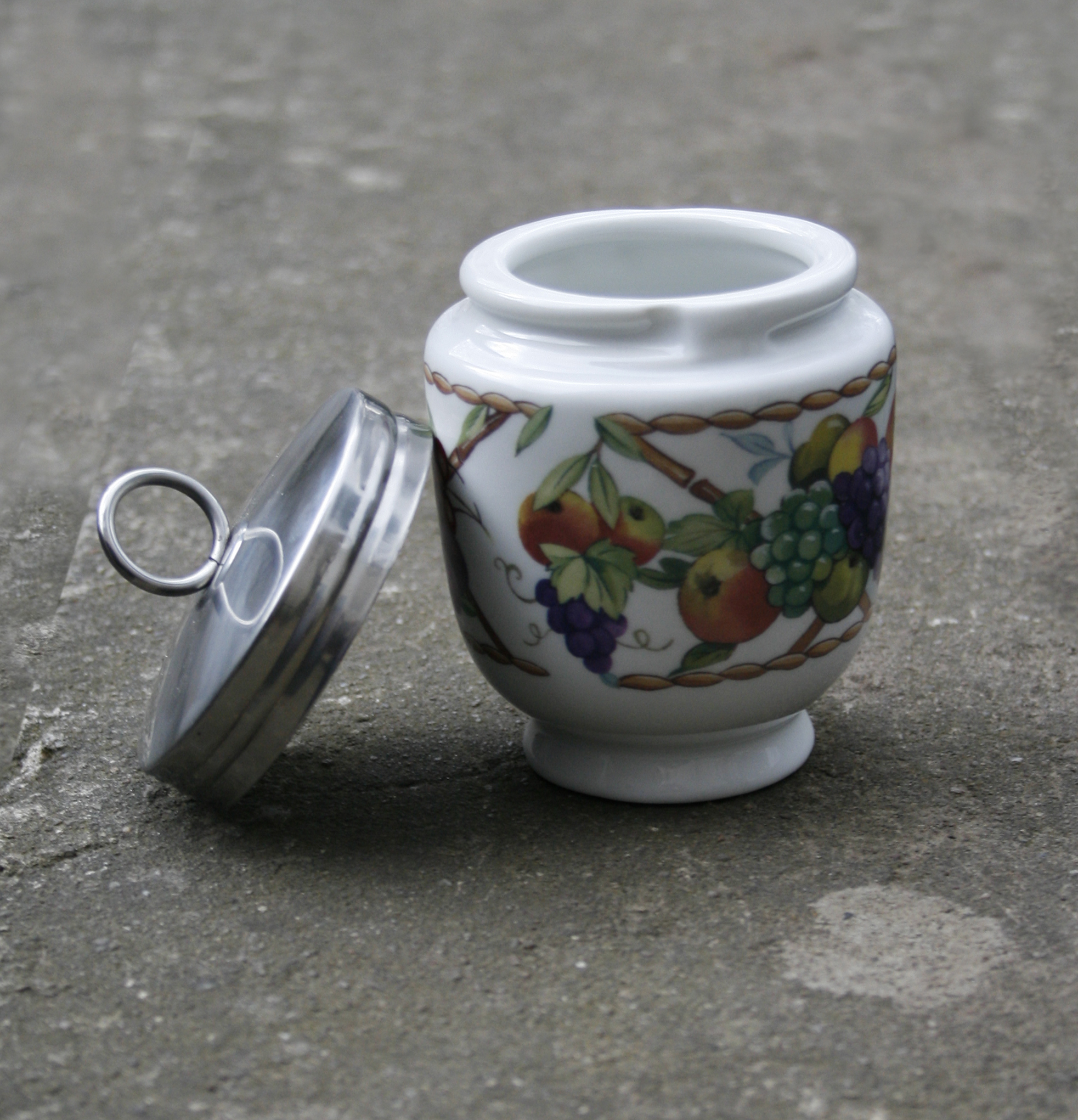
ظروف مخصوص تهیه تخم مرغ‌های عسلی (کادلینگ دیش)

## نیم پز کردن تخم مرغ در ظروف مخصوص تهیه تخم مرغ‌های عسلی
استفاده از ظروف مخصوص تهیه تخم مرغ‌های عسلی (کادلینگ دیش) روش دیگری در تهیه این غذا می‌باشد. ظروف مخصوص تهیه تخم مرغ‌های عسلی (کادلینگ دیش) عمدتاً" از جنس ظرف چینی هستند و یک قلاب فلزی بر روی درپوش آن‌ها قرار دارد. ظروف مخصوص تهیه تخم مرغ‌های عسلی، عملیات تهیه این نوع غذا را ساده‌تر و مطمئن تر می‌کنند. ظرف مخصوص را در قابلمه‌ای قرار داده سپس تا نزدیک زیر درب ظرف آب بیفزایید بعد از آن ظرف مخصوص را خارج کرده و قابلمه را روی حرارت کم بگذارید، حال حرارت را آرام آرام تا آستانه نقطه جوش (نه جوش کامل) بیاقزایید. به داخل ظرف مخصوص، کره حیوانی یا مارگارین بمالید، حال یک یا دو تخم مرغ را شکسته و به درون ظروف بریزید. نمک، ادویه و چاشنی دلخواه خودتان را به تخم مرغ‌ها اضافه کنید. حالا ظروف را به داخل قابلمه‌ای که در حال گرم شدن است، انتقال دهید. حال با توجه به انتظار شما از میزان شلی و سفتی یک تخم مرغ عسلی، بین ۶ تا ۱۰ دقیقه عمل پخت را طول دهید. در هنگام برداشتن ظروف حتماً" از دستکش و دستگیره استفاده کنید. اگر تخم مرغ‌های شما درشت است باید زمان پخت را اندکی افزایش دهید. تخم مرغ‌هایی که مستقیماً" از یخچال خارج شده‌اند زمان پخت بیشتری را نسبت به تخم مرغ‌هایی که در دمای آشپزخانه بوده اند، نیاز دارند.